# Microsoft TechNet
Microsoft TechNetとは、マイクロソフトのITプロフェッショナル向けのサービス。技術情報やソフトウェアを提供している。類似サービスとして、開発者向けのMicrosoft Developer Network (MSDN) がある。

## サービス内容
- TechNet サブスクリプション - 2013年8月31日をもって新規申し込み受付終了。OSやMicrosoft Officeなど、開発者向けソフトウェア以外のマイクロソフト製品を評価目的として複数のコンピュータで試用できるライセンスを提供している。ライセンスはあくまで評価目的のみであり、業務・開発・使用を行う事は認められていないので注意が必要である。開発目的であればMSDNサブスクリプション、それ以外の通常使用目的であれば、製品版を購入しなければならない。評価ソフトウェアはダウンロードする形態のほか、年数回のメディア送付を行う契約がある。
- TechNet ライブラリ - マイクロソフト製品の技術資料を提供している。
- TechNet Evaluation Center - マイクロソフト製品のベータ版を提供している。
- TechNet フォーラム - IT Pro向けの電子掲示板。
- TechNet イベント - IT Pro向けのイベント。
- Windows Sysinternals - 高度なシステムツールを提供。
- TechNet マガジン - 技術の動向や無償ツールを解説するオンライン誌。
- スクリプトセンター - サンプルスクリプトを提供している。
- TechNet オンデマンド Web キャスト - 動画形式の無料オンラインセミナー。セキュリティ更新プログラム公開日に概要や適用優先度などをまとめて解説する「今月のワンポイントセキュリティ情報」や、マイクロソフトサポート窓口によく寄せられる質問をエンジニアが解説する「5 mins シリーズ トラブルシューティング編」等が定例で公開されている。